# Mankiller
Man-killer är en fiktiv karaktär i Spiderman. Hon är en kvinnlig lönnmördare som fick Spindelmannen i sin väg, gav sig dock inte helt utan att tillfoga Spindelmannen skador.
Hennes egenskaper är fysiska; extremt stark, vig och snabb. Krafterna består av ett yttre skelett som sjudubblar hennes styrka, hon kan därmed slå igenom nästan vad som helst och bryta sig loss från spindelmannens nät och grepp. Mankillers vapen är rakbladsvassa knivar och kastknivar.